# 賈居貞
贾居贞（1218年—1280年），字仲明，号鹿泉，元朝真定府获鹿县（今河北省石家庄市鹿泉区）人。 
贾居贞刚刚成年后，为行台从事，以清廉著称。忽必烈当时还没有即位，听说就召用他，让他监筑开平城。中统元年（1260年）担任中书左右司郎中。从忽必烈北征，为忽必烈讲解《资治通鉴》。至元元年（1264年），擢升为中书省参议。至元五年（1268年），再为中书郎中，改给事中，同丞相史天泽等参预纂修国史。至元十年，调襄阳路总管。至元十一年（1274年），以宣抚使随伯颜大军攻打南宋。至元十二年（1275年），伯颜伐宋东下后，他以宣抚使佥行中书省事留鄂州（今湖北武汉），发仓廪周济流民。至元十四年（1277年），任湖北宣慰使，至元十五年（1278年），升江西行省参知政事。至元十七年（1280年），上言极力反对朝廷于江南造战舰，以再征日本。后病逝。追封定国公。其子賈鈞。